# Neville Morley
Neville Morley (Neville Daniel Gregory; * 12. März 1969) ist ein britischer Altertumswissenschaftler. Er lehrt an der University of Exeter.
Morley studierte Geschichte und Altertumswissenschaften am Emmanuel College (Cambridge) und promovierte dort bei Peter Garnsey über den wirtschaftlichen Einfluss der Stadt Rom auf Italien. Danach arbeitete er als Lektor 1994/95 an der University of Wales, Lampeter und in Bristol, wo er sich einen Lehrstuhl erarbeitete. 2016 wechselte er an die Universität Exeter.
Seine Forschungen richteten sich auf die antike Wirtschafts- und Handelsgeschichte, später auch auf Thukydides und seine Nachwirkung. Außerdem schreibt er Beiträge über den Sinn der Alten Geschichte heute. Auch die Theorien und Modelle der Alten Geschichte beschäftigen ihn.
Morley war von 2016 bis 2018 Einstein Visiting Fellow an der Freien Universität Berlin.

## Schriften
- Classics Why it Matters, 2018, ISBN 978-1-5095-1793-0
- Thucydides and the Idea of History, London, New York 2014, ISBN 978-1-84885-170-2
- mit Katherine Harloe (Hrsg.): Thucydides and the Modern World, Cambridge UP 2012, ISBN 978-1-107-01920-1
- Thucydides and the Modern World Reception, Reinterpretation and Influence from the Renaissance to the Present., Cambridge University Press, 2012
- The Roman Empire Roots of Imperialism., Pluto Print, 2010, ISBN 978-0-7453-2869-0
- Trade in Classical Antiquity., Cambridge University Press, 2007
- Theories, Models and Concepts in Ancient History. London & New York, Routledge 2004, ISBN 978-0-415-24877-8
- Metropolis and Hinterland the City of Rome and the Italian Economy, 200 BC-AD 200, Cambridge University Press, 2002
- Writing Ancient History, Cornell University Press, 1999, ISBN 978-0-7156-2880-5
  - Alte Geschichte schreiben, Nachwort von Uwe Walter, Göttingen 2013, ISBN 978-3-938032-56-5